# Negroroncus kerenyaga
Negroroncus kerenyaga är en spindeldjursart som beskrevs av Volker Mahnert 1981. Negroroncus kerenyaga ingår i släktet Negroroncus och familjen Ideoroncidae. Inga underarter finns listade i Catalogue of Life.